# فرودگاه منچستر
فرودگاه منچستر (به انگلیسی: Manchester Airport) یک فرودگاه همگانی مسافربری با کد یاتا MAN است که یک باند فرود بتن و دارد و طول باند آن ۳۰۴۸ متر است. این فرودگاه در شهر منچستر کشور انگلستان قرار دارد و در ارتفاع ۷۸ متری از سطح دریا واقع شده‌است.

## شرکت‌های هواپیمایی و مقصدهای پروازی

### مسافری
The following airlines operate regular scheduled and charter flights to and from Manchester:
| شرکت‌های هواپیمایی                                          | مقصدهای پروازی |
| ---------------------------------------------------------- | --- |
| آدریا ایرویز                                               | فصلی: لیوبلیانا |
| ایجین ایرلاینز                                             | آتن |
| ایر لینگاس                                                 | دوبلین |
| Aer Lingus Regional اجرا توسط استوبارت ایر                 | کرک، دوبلین |
| ایر عربیا مغرب                                             | اگادیر المسیره (آغاز از ۱ اکتبر ۲۰۱۷) |
| ایر کانادا روژ                                             | فصلی: پیرسون تورنتو |
| ایر اروپا                                                  | چارتر فصلی: پالما د مایورکا |
| ایر فرانس                                                  | شارل دوگل پاریس |
| Air Transat                                                | پیرسون تورنتو فصلی: ونکوور |
| امریکن ایرلاینز                                            | فیلادلفیا فصلی: اوهر شیکاگو، جان اف کندی |
| ای‌اس‌ال ایرلاینز فرانسه                                     | چارتر فصلی: خانیا، کورفو، هراکلین، سفلوونیا، جزیره کوس، ملی اکتیون، رود، ملی جزیره اسکیاتوس، زاکینثوس |
| Aurigny                                                    | گوئرنزی |
| آسترین ایرلاینز                                            | وین فصلی: اینسبروک |
| بلاویا                                                     | فصلی: مینسک |
| بی‌اچ ایر                                                   | چارتر فصلی: بورگاس، وارنا |
| بی‌ام‌آی رجیونال                                             | فصلی: کگلیاری-الماس |
| بریتیش ایرویز                                              | هیترو لندن |
| بریتیش ایرویز اجرا توسط بی‌ای سیتی‌فلایر                     | فصلی: آلیکانته-الچه، شامبری ساووی (آغاز از ۱۶ دسامبر ۲۰۱۷)، ایبیزا، لندن سی‌تی، مالاگا، ملی جزیره میکناس، نیس کوت دازور، پالما د مایورکا، زالتسبورگ (آغاز از ۱۶ دسامبر ۲۰۱۷) |
| بریتیش ایرویز اجرا توسط سان-ایر اسکاندیناوی                | بیلاند |
| بروکسل ایرلاینز                                            | بروکسل |
| کاتای پاسیفیک                                              | هنگ کنگ |
| Cobalt Air                                                 | لارناکا |
| کوندور فلوگدینست                                           | فوئرته‌ونتورا، ایبیزا، پالما د مایورکا، تنریف جنوبی فصلی: بورگاس، هراکلین، جزیره کوس، لانزاروته، زاکینثوس |
| ایزی‌جت                                                     | اگادیر المسیره (آغاز از ۱ اکتبر ۲۰۱۷)، آلیکانته-الچه، اسخیپول آمستردام، آتن، بازل-مولوز-فرایبورگ اروپا، بلفاست، برلین شونفلد، بیلبائو، کاتانیا-فونتاناروسا، کپنهاگ، کریستیانو رونالدو، ژنو، جبل‌الطارق، فدریکو گارسیا لورکا , هامبورگ، جان پل دوم کراکوف-بالیس، مالاگا، مالت، مراکش-منارا، مارسی پروانس، میلانو مالپنسا، مونیخ، پالما د مایورکا، پافوس، شارل دوگل پاریس، گالیله، فرنسیسکو جسا کارنئیرو، پراگ رازیون، کفلاویک، صوفیه، بن گوریون، تنریف جنوبی، سالونیک، ونیز مارکو پولو، وین فصلی: آنتالیا، باستیا – پورتا، سفلوونیا، کورفو، دالامان، دوبروونیک، گرن کناریا، هراکلین، لیون-سینت اگزوپری، ملی جزیره میکناس، اولبیا - کاستا اسمرالدا، ملی اکتیون، ملی سادورینی، اسپلیت، تیوات، تورین کاسله |
| هواپیمایی امارات                                           | دوبی |
| هواپیمایی اتحاد                                            | ابوظبی |
| یورو وینگز                                                 | دوسلدورف، هامبورگ |
| یورو وینگز اجرا توسط Eurowings Europe                      | زالتسبورگ (آغاز از ۴ دسامبر ۲۰۱۷) |
| یورو وینگز اجرا توسط جرمن‌وینگز                             | کلن بن |
| فن‌ایر                                                      | هلسینکی |
| فن‌ایر اجرا توسط نوردیک رجیونال ایرلاینز                    | هلسینکی |
| فلای‌بی                                                     | آبردین، اسخیپول آمستردام، شهری جورج بست بلفاست، دوسلدورف، ادینبرو، اکستر، هانوفر، جرزی، ایرلند غربی، لیون-سینت اگزوپری، میلانو مالپنسا، نیوکوئی کورنوال، شارل دوگل پاریس، ساوت‌همپتون، تولوز-بلانیاک فصلی: شامبری ساووی, اینسبروک، لا روشل – ایل دو ر، لوگزامبورگ - فیندل، نانت آتلانتیک، رن - سن-ژاک |
| فلای‌بی اجرا توسط بی‌ام‌آی رجیونال for Loganair               | اینورنس (end ۳۱ اوت ۲۰۱۷) |
| فلای‌بی اجرا توسط Eastern Airways                           | گلاسگو (آغاز از ۱ سپتامبر ۲۰۱۷) |
| فلای‌بی اجرا توسط Loganair                                  | اینورنس، نوریچ، گلاسگو استورنووی, سومبرگ(all end ۳۱ اوت ۲۰۱۷) |
| فلای‌بی اجرا توسط استوبارت ایر                              | جزیره من، جنوبی لندن (آغاز از ۲۹ اکتبر ۲۰۱۷) |
| فری‌برد ایرلاینز                                            | چارتر فصلی: آنتالیا, میلاس-بودروم, دالامان, عدنان مندرس |
| هاینان ایرلاینز                                            | پکن |
| شبه‌جزیره ایبری                                             | مادرید-باراخاس |
| ایسلندایر                                                  | کفلاویک |
| هواپیمایی عراق اجرا توسط ایراکسپلور                        | بغداد، سلیمانیه |
| جت۲.کام                                                    | آلیکانته-الچه، بوداپست فرنک لیست، کریستیانو رونالدو، فوئرته‌ونتورا، گرن کناریا، لانزاروته، مالاگا، پافوس، پراگ رازیون، لئوناردو دا وینچی-فیومیچینو، تنریف جنوبی فصلی: آلمریا، آنتالیا، بارسلونا-ال پرات، برژراک دردونژ پریگورد (آغاز از ۲۶ مه ۲۰۱۸)، میلاس-بودروم، سفلوونیا، کورفو، دالامان، دوبروونیک، فارو، ژنو، جیرونا-کاستا براوا، گرنوبل-ایزره, هراکلین، ایبیزا، سفلوونیا، جان پل دوم کراکوف-بالیس، جزیره کوس، لارناکا، لیون-سینت اگزوپری، مالت، منورکا، مورسیا-سان یاویر، ناپل، نیس کوت دازور, پالما د مایورکا، گالیله، پولا، رئوس، رود، زالتسبورگ، اسپلیت، سالونیک، تولوز-بلانیاک، تورین کاسله, ونیز مارکو پولو، زاکینثوس |
| کاال‌ام                                                     | اسخیپول آمستردام |
| Loganair                                                   | گلاسگو، نوریچ، استورنووی، سومبرگ (all begin ۱ سپتامبر ۲۰۱۷) |
| Loganair اجرا توسط بی‌ام‌آی رجیونال                          | اینورنس (آغاز از ۱ سپتامبر ۲۰۱۷) |
| لوفت‌هانزا                                                  | فرانکفورت، مونیخ |
| مونارک ایرلاینز                                            | آلیکانته-الچه، آلمریا، بارسلونا-ال پرات، فارو، فوئرته‌ونتورا، کریستیانو رونالدو، جبل‌الطارق، گرن کناریا، لانزاروته، لیسبون پورتلا، مالاگا، پالما د مایورکا، فرنسیسکو جسا کارنئیرو، استکهلم-آرلاندا، بن گوریون، تنریف جنوبی فصلی: دالامان، دوبروونیک، ژنو، گرنوبل-ایزره، ایبیزا، اینسبروک، کیتیلا، منورکا، ناپل، ملی اکتیون، رود، تورین کاسله، ونیز مارکو پولو، ورونا، زاگرب |
| نروجین ایر شاتل                                            | استکهلم-آرلاندا فصلی: گاردرموئن اسلو، سولا استاوانگر |
| نروجین ایر شاتل اجرا توسط Norwegian Air International      | فصلی: آلیکانته-الچه، بارسلونا-ال پرات، مالاگا |
| عمان ایر                                                   | مسقط |
| هواپیمایی بین‌المللی پاکستان                                | بینظیر بوتو، اقبال لاهوری، جان اف کندی1 |
| پگاسوس ایرلاینز                                            | فصلی: دالامان |
| Powdair                                                    | چارتر فصلی: سیون (آغاز از 1۴ دسامبر ۲۰۱۷) |
| هواپیمایی قطر                                              | حمد |
| هواپیمایی پادشاهی مراکش                                    | محمد پنجم |
| رایان‌ایر                                                   | آلیکانته-الچه، بارسلونا-ال پرات، باووایس-تیلی، ام. آر. استفانیک، بریندیسی، اوریو آل سریو، برلین شونفلد، بوداپست فرنک لیست، بروکسل جنوب شرلروآ، کارکاسون، کلن بن (آغاز از ۲۹ اکتبر ۲۰۱۷), دوبلین، آیندهوون، فارو، فرانکفورت (آغاز از ۵ سپتامبر ۲۰۱۷), فوئرته‌ونتورا، گدایسک لخ والسا، گرن کناریا، هامبورگ، جان پل دوم کراکوف-بالیس، لانزاروته، لیموگس - بلگراد، لیسبون پورتلا، مادرید-باراخاس، مالاگا، مالت، مورسیا-سان یاویر، ناپل، نورنبرگ، پالما د مایورکا، ریگا، چمپینو، رم، رزسزاوشو-جسینکا، سندفیورد، تورپ، سن پابلو (آغاز از ۳۰ اکتبر ۲۰۱۷), شنن، اشتوتگارت، تنریف جنوبی، والنسیا، وارساو مادلن، وروتسواف کوپرنیکوس فصلی: بیزیرس کپ داگد، بلوونی گوگلیلمو مارکونی، خانیا، کورفو، جیرونا-کاستا براوا، ایبیزا، زادر |
| هواپیمایی سعودی                                            | ملک عبدالعزیز فصلی: ملک خالد |
| هواپیمایی اسکاندیناوی                                      | فلسلند برگن، کپنهاگ، گاردرموئن اسلو، استکهلم-آرلاندا |
| سنگاپور ایرلاینز                                           | جرج بوش، چانگی سنگاپور |
| Small Planet Airlines                                      | آلیکانته-الچه، فارو، فوئرته‌ونتورا، ایبیزا، پالما د مایورکا |
| سوئیس اینترنشنال ایرلاینز                                  | زوریخ |
| سوئیس اینترنشنال ایرلاینز اجرا توسط سوئیس گلوبال ایر لاینز | زوریخ |
| تاپ پرتغال اجرا توسط TAP Express                           | لیسبون پورتلا |
| Thomas Cook Airlines                                       | آلیکانته-الچه، آنتالیا، کانکون، کینتانا رو، خاردینز دل ری، گرن کناریا، فرنک پئیز، لانزاروته، مک‌کاران، جان اف کندی، اورلاندو، پونتا کانا، تنریف جنوبی، خوآن گئوآلبرتو گومس فصلی: آلمریا، و. س. برد، بانجول، گرانتلی ادمز، لوگان، میلاس-بودروم، بورگاس، کورفو، دالامان، فارو، فوئرته‌ونتورا، کریستیانو رونالدو (آغاز از ۳ مه ۲۰۱۸), جیرونا-کاستا براوا (آغاز از ۵ مه ۲۰۱۸), دابولیم، گرنوبل-ایزره، هراکلین، غردقه، ایبیزا، اینسبروک، عدنان مندرس، کالاماتا، کاوالا، سفلوونیا، جزیره کوس، لانزاروته، لارناکا، لس‌آنجلس، مالت، منورکا، میامی، موتیلنه (آغاز از ۵ مه ۲۰۱۸), ملی جزیره میکناس، ناپل، پالما د مایورکا، پافوس، ملی اکتیون، رئوس، رود، امیلکر کبرل، سانفرانسیسکو، آبل سانتاماریا (آغاز از ۱۲ مه ۲۰۱۸)، ملی سادورینی، سیاتل-تاکوما (آغاز از ۲۷ مه ۲۰۱۸)، ملی جزیره اسکیاتوس، اسپلیت، هوانورا، سالونیک (آغاز از ۲ مه ۲۰۱۸), آرتور ناپلئون ریموند رابینسون، تورین کاسله، وارنا (آغاز از ۲۹ مه ۲۰۱۸), زاکینثوس                                  |
| Thomson Airways                                            | اگادیر المسیره، آلیکانته-الچه، رابیل، کانکون، کینتانا رو، فوئرته‌ونتورا، کریستیانو رونالدو، گرن کناریا، غردقه، اینسبروک, لا پالما, لانزاروته، مالاگا، مالت، مراکش-منارا، سنگستر، پافوس، ال آی سی. گوستاو دیاز اورداز، پونتا کانا، امیلکر کبرل، آبل سانتاماریا, تنریف جنوبی فصلی: فرتیلیا، آلمریا, آنتالیا,کویین بیاتریکس، گرانتلی ادمز، میلاس-بودروم، بورگاس، کاتانیا-فونتاناروسا، خانیا، کورفو، دالامان، دیربا–زارزیس، دوبروونیک، فارو، جیرونا-کاستا براوا، دابولیم، گرنوبل-ایزره، هراکلین، ایبیزا، ایوالو، عدنان مندرس، خرز، کاوالا، سفلوونیا، جزیره کوس، لارناکا، لوکسار، منورکا، ناپل، پالما د مایورکا، اولبیا - کاستا اسمرالدا، اورلندو سنفورد، پوکت، پودگوریتسا (آغاز از ۲۰ مه ۲۰۱۸), پورتو سانتو، ملی اکتیون، گریگوریو لوپرون، پولا، رئوس، کفلاویک، رود، ملی سادورینی، ملی جزیره اسکیاتوس، اسپلیت، سالونیک، ونیز مارکو پولو، زاکینثوس چارتر فصلی: شامبری ساووی، ژنو، اینسبروک، کوسامو، زالتسبورگ، صوفیه، تولوز-بلانیاک، تورین کاسله, ورونا |
| تایتان ایرویز                                              | چارتر فصلی: زادر |
| ترکیش ایرلاینز                                             | آتاترک |
| یونایتد ایرلاینز                                           | لیبرتی نیوآرک |
| ویرجین آتلانتیک                                            | هارتسفیلد-جکسون آتلانتا، گرانتلی ادمز، جان اف کندی، اورلاندو فصلی: لوگان، مک‌کاران، سانفرانسیسکو |
| ویولینگ                                                    | بارسلونا-ال پرات فصلی: آلیکانته-الچه، لئوناردو دا وینچی-فیومیچینو، تنریف جنوبی |

- ^  Pakistan International's flight from New York to Lahore is nonstop, however, the flight from Lahore to New York makes a stopover in Manchester (UK), where the airline has fifth freedom rights to board passengers to New York.

### باری
| شرکت‌های هواپیمایی                                    | مقصدهای پروازی            |
| ---------------------------------------------------- | ------------------------- |
| دی‌اچ‌ال ایر بریتانیا اجرا توسط European Air Transport | فصلی: لایپزیگ/هال         |
| فدکس اکسپرس                                          | بیرمنگام، شارل دوگل پاریس |
| فدکس اکسپرس اجرا توسط ای‌اس‌ال ایرلاینز ایرلند         | استانستد لندن             |
| لوفت‌هانزا کارگو                                      | فرانکفورت                 |